# Малышев, Иван Ермолаевич
Иван Ермолаевич Малышев (12 августа 1921, село Иванцево, Лукояновский уезд, Нижегородская губерния, РСФСР — 27 октября 2014, Москва, Россия) — полковник Советской Армии, участник Великой Отечественной войны, Герой Советского Союза (1944).

## Биография
После окончания семи классов школы и педагогического училища работал учителем. В августе 1939 года Малышев был призван на службу в Рабоче-крестьянскую Красную Армию. С начала Великой Отечественной войны — на её фронтах. В сентябре 1941 года попал в окружение под Киевом, был ранен и контужен, но сумел выйти к своим. Участвовал в Сталинградской и Курской битвах.
К июню 1944 года гвардии старший сержант Иван Малышев был начальником радиостанции 102-й гвардейской отдельной роты связи 71-й гвардейской стрелковой дивизии 6-й гвардейской армии 1-го Прибалтийского фронта. Отличился во время освобождения Витебской области Белорусской ССР. 22 июня 1944 года Малышев в числе первых переправился через Западную Двину в районе деревни Мамойки Бешенковичского района и принял активное участие в боях за захват и удержание плацдарма на её западном берегу. В критический момент боя Малышев вызвал огонь на себя, был контужен. Его действия способствовали успешному удержанию плацдарма.
Указом Президиума Верховного Совета СССР от 22 июля 1944 года за «образцовое выполнение боевых заданий командования на фронте борьбы с немецкими захватчиками и проявленные при этом мужество и героизм» гвардии старший сержант Иван Малышев был удостоен высокого звания Героя Советского Союза с вручением ордена Ленина и медали «Золотая Звезда» за номером 4121.
После окончания войны Малышев продолжил службу в Советской Армии. В 1947 году он окончил Муромское военное училище связи, в 1956 году — Военно-политическую академию имени В. И. Ленина. В 1962 году в звании полковника Малышев был уволен в запас. Работал в Управлении книжной торговли Главного управления торговли Министерства обороны СССР, в издательстве «Военная книга». Выйдя на пенсию, жил в Москве. С 1983 по 2014 на ул. Отрадная, д.3. Активно занимался общественной деятельностью. 
Похоронен на Алтуфьевском кладбище.

## Награды
- Герой Советского Союза (Указ Президиума Верховного Совета СССР от 10 апреля 1945 года, орден Ленина № 15864 и медаль «Золотая Звезда» № 4121)[1];
- орден Отечественной войны I степени (11 марта 1985 года);
- орден Красной Звезды (26 октября 1955 года)[1];
  - медаль «За отвагу» (30 января 1943 года)[1];
  - медаль «За боевые заслуги» (15 ноября 1950 года)[1];
  - медаль «За оборону Киева»;
  - медаль «За оборону Сталинграда».